# Himantolophus paucifilosus
Himantolophus paucifilosus — вид вудильникоподібних риб родини Himantolophidae. Це морський, батипелагічний вид. Поширений на сході Атлантичного океану на глибині 100—1540.